# Toyota Highlander
O Highlander é um utilitário desportivo de porte grande da Toyota.
Existem versões híbridas equipadas com transmissão continuamente variável (caixa CVT).

## Galeria
- Primeira geração (2000-2007)
- Segunda geração (2007-2013)
- Terceira geração (2013-2019)
- Quarta geração (2019-presente)